# Nuno Côrte-Real
Nuno Côrte-Real (Lisboa, 1971) é um compositor e maestro português.

## Lista de Óperas
- A Montanha, 2007 (Ópera de Câmara encomendada pela Fundação Calouste Gulbenkian)
- O Rapaz de Bronze, 2007 (Ópera de Câmara encomendada pela Casa da Música)
- Banksters, 2011 (Teatro Nacional de São Carlos)